# Jurij Nikandrow
Jurij Stepanowycz Nikandrow (ukr. Юрій Степанович Нікандров, ur. 22 listopada 1923 w Moskwie, zm. 21 grudnia 2018 w Odessie) – ukraiński strzelec sportowy reprezentujący Związek Radziecki, medalista mistrzostw świata i Europy, trzykrotny olimpijczyk, później trener strzelectwa.

## Życiorys
Walczył jako strzelec wyborowy podczas II wojny światowej. Zabił 49 żołnierzy wroga. Był ośmiokrotnie ranny.
Po wojnie osiedlił się w Odessie. Od 1947 wyczynowo strzelał do rzutków. Startował w konkurencji trap. Trzykrotnie brał udział w igrzyskach olimpijskich, najwyższe 5. miejsce zajmując w 1956 w Melbourne (miał taki sam wynik jak brązowy medalista Alessandro Ciceri i zdobywca 4. miejsca Nikołaj Mogilewski,  z którymi przegrał w dogrywce).
Zdobył złote medale w konkurencji trap drużynowo na mistrzostwach świata w 1958 w Moskwie i mistrzostwach świata w 1962 w Kairze, brązowy medal w drużynie na mistrzostwach świata w 1966 w Wiesbaden oraz srebrny medal, również w drużynie, na mistrzostwach świata w 1979 w Montecatini.
Zwyciężył w trapie indywidualnie i drużynowo na mistrzostwach Europy w 1955 w Bukareszcie, a w drużynie zdobył srebrny medal na mistrzostwach Europy w 1959 w Turynie i złoty medal na mistrzostwach Europy w 1963 w Brnie.
Był mistrzem ZSRR w trapie w 1957, 1959, 1962, 1965 i 1969. W 1956 otrzymał tytuł Zasłużonego Mistrza Sportu ZSRR.
Później był przez wiele lat trenerem. Jego podopiecznymi byli m.in. syn Jurij i wnuk Jurij.

## Wyniki olimpijskie
| Igrzyska | Konkurencja | Wynik                                             | Miejsce | Źródło |
| -------- | ----------- | ------------------------------------------------- | ------- | ------ |
| IO 1952  | Trap        | 183 punktów (92–91)                               | 15.     | [ 6 ]  |
| IO 1956  | Trap        | 188 punktów (71–71-46)                            | 65.     | [ 7 ]  |
| IO 1960  | Trap        | Kwalifikacje 97 punktów Finał 180 punktów (90-90) | 15.–16. | [ 8 ]  |